# Торическое многообразие
Торическое многообразие — алгебраическое многообразие, содержащее алгебраический тор в качестве открытого плотного подмножества, так что действие тора на себе умножением слева продолжается до действия на всём многообразии. Если многообразие является комплексным, то алгебраический тор — это {\displaystyle (\mathbb {C} ^{*})^{n}}. Обычно торические многообразия предполагают нормальными. Существует также параллельная теория, в которой вместо алгебраических многообразий используются симплектические.
Торическое многообразие можно построить по вееру, причём все нормальные торические многообразия получаются таким образом. Эта конструкция не элементарна в том смысле, что требует понятие спектра кольца. Другой конструкцией является конструкция проективного торического многообразия по подходящему выпуклому многограннику, которая может быть сформулирована без привлечения понятий схемной алгебраической геометрии.

## Конструкция по вееру

### Аффинный случай
Пусть {\displaystyle T} — {\displaystyle n}-мерный тор,
{\displaystyle N={\textrm {Hom}}(\mathbb {C} ,T)\cong \mathbb {Z} ^{n}}
— свободная абелева группа, называемая решёткой однопараметрических подгрупп, а
{\displaystyle M={\textrm {Hom}}(T,\mathbb {C} )\cong {\textrm {Hom}}(N,\mathbb {Z} )\cong Z^{n}}
— двойственная абелева группа, называемая решёткой мономов. Предположим, что в векторном пространстве {\displaystyle N_{\mathbb {R} }=N\otimes _{\mathbb {Z} }\mathbb {R} } задан конус {\displaystyle \sigma }, который является строго выпуклым (то есть не содержит одновременно ненулевых векторов {\displaystyle v} и {\displaystyle (-v)}) и порождён конечным числом рациональных векторов (векторов из {\displaystyle N_{\mathbb {Q} }=N\otimes _{\mathbb {Z} }\mathbb {Q} }) как выпуклый конус. Возьмём двойственный конус {\displaystyle \sigma ^{*}}, лежащий в двойственном пространстве {\displaystyle M_{\mathbb {R} }}, и пересечём с решёткой {\displaystyle M={\textrm {Hom}}(T,\mathbb {C} )}. Элементы этой решётки можно рассматривать как мономы из алгебры {\displaystyle \mathbb {C} [T]}, получив таким образом подалгебру {\displaystyle \mathbb {C} [\sigma ^{*}\cap M]}. Аффинным торическим многообразием {\displaystyle X_{\sigma }}, соответствующим конусу {\displaystyle \sigma }, называется спектр этой алгебры.
При этом действие тора {\displaystyle T} на себе умножением продолжается на {\displaystyle X_{\sigma }} благодаря тому, что алгебра {\displaystyle \mathbb {C} [\sigma ^{*}\cap M]} порождена мономами. Из-за строгой выпуклости конуса отображение {\displaystyle T\to X_{\sigma }}, двойственное к вложению {\displaystyle \mathbb {C} [\sigma ^{*}\cap M]\to \mathbb {C} [T]}, является открытым вложением. Поскольку конус порождён конечным числом рациональных векторов, Лемма Гордана утверждает, что алгебра {\displaystyle \mathbb {C} [\sigma ^{*}\cap M]} конечно-порождена, то есть её спектр является многообразием.

### Склейка
Необходимость перехода к двойственному конусу объясняется тем, что тогда становится возможным склейка конусов в веер.